# نصف صديقة (رواية)
نصف صديقة (الإنجليزيَّة: Half Girlfriend) هي رواية إنجليَّزية من تأليف تشيتان بهاغات.
'نصف صديقة' هي رواية عن جيل الهند الجديد الذي يؤمن بالسَّعادة التي تتجسَّد بالقيم الجديدة المبنيَّة على المحرَّمات.
في هذا الجيل مادهاف القادم من محافظة بيهار على الأطراف الرِّيفية القائمة على التَّقاليد إلى دلهي يصطدم بفتاة متعلمة تدعى ريا في الجامعة.
في هذا الجيل لم تكن ردَّات الفعل مثل القرون السابقة عندما تترك الفتاة كل شيء وتذهب لتعيش مع الشاب إلى الأبد.
ينعكس هذا التَّغيير في تفكير الجيل الجديد، عندما تسمح ريا لمادهاف بأن تكون «صديقته النِّصف» لكنَّها لا تعترف بالعلاقة.
يمضي الوقت، وتذهب ريا إلى لندن حيث تعود زوجة صديق طفولتها روهان ويعود مادهاف أيضاً إلى محافظته بيهار حزيناً.
مادهاف الذي عاد من المدينة إلى القرية بأحلام لم تتحقَّق، الآن بدأ يشع بريقه في قريته بيهار عندما بدأ بالعمل على أحلام جديدة مثل المدرسة التي تديرها والدته.
وجد أنَّه ينبغي عليه أن يلتقي مع عضو الجمعيَّة التَّشريعيَّة (OJHA) المحلِّي للمساعدة الماليَّة، لكنَّه يتعرَّض فقط هذه المرة للصُّعوبات.
في هذه الفترة عَلم أنَّ بيل غايتس سيزور بيهار، فيستجمع مادهاف كل نشاطه مجدداً مثل أفلام السِّتينات والسَّبعينات، وبالصُّدفة إلتقى بريا مجدداً في البرنامج لبيل غايتس، فتخبر مادهاف أنَّها تعاني من سرطان الرِّئة وستعيش فقط ثلاثة أشهر.
تذهب ريا إلى نيويورك لتصبح مغنيَّة، وكانت تقوم بالعديد من الحفلات الموسيقيَّة حيث كانت أشبه بمقاطع فيلم سريع التغيُّر. بعد عام، يذهب مادهاف إلى نيويورك ويرى أنَّ ريا ما زالت على قيد الحياة وكانت تقوم بحفل غنائي في نفس ساحة تايمز سكوير التي ألقى فيها رئيس وزراء الهند ناريندرا مودي خطاب للهنود المقيمين في أمريكا.
يمكن استنتاج بعد قراءة القصَّة بأكملها أنَّ تشيتان بهاغات كتب هذه الرِّواية، واحتفظ بمخطَّط لفيلم في ذهنه. ومن المتوقع نشره في أكتوبر 2014.

## عن الرِّواية
تمَّ الإدعاء من قبل الكاتب المبتدئ جينيندر جيغياسو أنَّ رواية تشيتان بهاغات مبنيَّة على أساس روايته بوراب كابيتا.